# 手伝普請
手伝普請（てつだいふしん）とは、豊臣政権や江戸幕府が諸大名に命じて行わせた大規模な土木建築工事のことである。「御手伝普請」ともいう。近世の統一政権の成立が前提となる。

## 豊臣政権
大坂城、聚楽第、方広寺大仏殿（京の大仏）、肥前国の名護屋城、伏見城などが築城・造営された。諸大名の主たる負担は人足の提供であり、資材を供出することもあった。実際に現場に出た人足たちには扶持米を支給しなければならなかった。また、賦課基準となったのは石高である。
文禄・慶長の役の軍事的な負担とともに、諸大名の財政を逼迫させることになった。

## 江戸幕府
江戸城下町建設のために、千石夫（役高1000石につき1人の人足）を徴発したことに始まる。その後、江戸城、彦根城、篠山城、丹波亀山城、駿府城、名古屋城、高田城などの築城が続き、大名が普請に動員された。
江戸時代初期の諸大名は、幕府の普請動員に応えるために、自らの領内の支配体制を整える必要があった。将軍が諸大名に対して強大な権力を誇示したように、藩内においては藩主自らを頂点とした体制を固めさせられることになったのである。家老・一族と藩主との権力闘争は軋轢を生み、多くのお家騒動を引き起こした。また、外様大名は手伝普請に動員されることを通じて、幕府の軍役体系に組み込まれていった。
江戸時代中期になると、河川の普請（川普請）が多く行われるようになった。宝永の大和川改修工事、寛保の関東水損地域の河川・堤防改修工事、薩摩藩による宝暦期の木曾川・長良川・揖斐川の治水工事（宝暦治水事件）などが有名である。寛保の場合は寛保二年江戸洪水の際の10か国の西国大名の手伝い普請に記載がある。また、浅間山の天明大噴火が発生した翌年（1784年）には、熊本藩細川家（当時の熊本藩主は細川重賢）が幕府に命じられて河川（吾妻川・利根川）の災害復旧工事（河川改修工事）に着手したという事例もある。
川普請（河川改修工事）の場合、大きく分けて御普請と自普請があり、前者は公儀御普請、大名御手伝い普請、経費の1割を幕府、残り9割を住民が負担する国役御普請、藩主がおこなう領主御普請である。このうち、大名御手伝い普請は幕府が必要な材木、坑木、鉄物を負担し、大名が普請人足費、竹・材木の伐採費、運賃を負担した。勘定奉行の指示で代官が工区ごと見積もりをたて、入札で請負人を決めた。入札するには1割を幕府に納入した。各藩は家老級の重臣を惣奉行にたて、家臣団を被災現場に派遣した。臨時の現地本部、出張小屋を設けた。近隣の村から人足を集めて労賃を支払った。
築城・治水の他に手伝普請の対象となったのは、日光山の諸社、徳川家の菩提寺である寛永寺・増上寺、将軍および家族の霊廟、禁裏・御所などの造営・修復である。
江戸時代の初期には、各藩が費用を負担し、実際に藩が取り仕切って普請が行われていた。しかし、時代が下るにしたがって、落札した町人などが現場の責任を負う請負形式が多くなり、さらには金納化も進行した。そして、安永4年（1775年）以降は完全に金納化が通常の形となった。基本的には、各藩は費用を負担するだけとなり、幕府が直接担当役人を派遣して指揮監督するようになった。
江戸時代の手伝普請も各藩の負担は過重であり、藩の財政を逼迫させる要因のひとつとなった。ただし、他の課役・重職を担っている藩には、手伝普請を軽減あるいは免除する処置がとられた。中後期の例では、尾張藩・紀州藩・水戸藩・加賀藩、老中などの要職在任中の藩、溜間詰の大名、長崎警固を担う佐賀藩・福岡藩は免除されていた。